# وسام الملكي الفيكتوري
وسام الملكي الفيكتوري (بالفرنسية: Ordre royal de Victoria) وسام فروسية ملكي بريطاني وهو جزء من نظام تكريم الدولة ، يُمنح وفقًا لتقدير الملك وليس بناءً على نصيحة رئيس الوزراء. أسستها الملكة فيكتوريا في عام 1896. "لتقديم الشكر والتكريم الشخصي للأشخاص الذين ساعدوها بشكل مباشر ، أو مثلوها عبر الإمبراطورية وهو يعترف بالخدمة الشخصية المتميزة لملك دول الكومنولث ، لأفراد عائلة الملك ، أو ممثل رفيع المستوى للملك.